# إنغبورغ من الدنمارك
إنغبورغ من الدنمارك (بالدنماركية: Ingeborg Valdemardatter af Danmark)‏ (1175 - 29 يوليو 1236)، هي ملكة فرنسا القرينة بزواجها من فيليب الثاني بحيث تعتبر زوجته الثانية، هي ابنة فالديمار الأول ملك الدنمارك وصوفيا من مينسك.

## زواجها
تزوجت إنغبورغ من فيليب الثاني أغسطس في 15 أغسطس 1193 بعد وفاة زوجته الأولى إيزابيلا من هينو في 1190، وجلب زواجها من فيليب مهر كبير من قبل أخيها كنوت السادس.
وفي اليوم التالي لزواجهما غير فيليب رأيه، وحاول إرسالها إلى الدنمارك، ثم فجأت إرسالها إلى دير في سواسون، وبعد ثلاثة أشهر استدعى فيليب مجلس كنسياً في كومبيين ورسم شجرة العائلة زائفة بحيث أظهر فيها أنه وإنغبورغ وزوجته الأولى لهم نسل مشترك، بحيث ينص قانون كنسي على أن الرجل وامرأة لا يتزوجون إذ كان بينهم نسل مشترك حتى سليل السابع، ولذلك أعلن مجلس هذا الزواج باطلاً، احتجت إنغبورغ على ذلك وأرسلت وفد دنماركي إلى البابا سلستين الثالث واقنعوه بأن هذه الشجرة زائفة، أعلن البابا إلغاء البطلان، وأيضا حظر على فيليب زواج مرة أخرى، ولكن فيليب تجاهل حكم البابا.
قضت إنغبورغ عشرين سنة مقبلة تنقل بين القلاع الفرنسية، ومضت أكثر من عقد في قلعة إتامب في جنوب غرب باريس، شقيقها كنوت السادس ومستشاريه عملوا كثيراً على الإلغاء هذا الحكم، وأيضا تشير المصادر المعاصرة على أن بعض مستشارين فيليب دعموا قضية إنغبورغ.
الأسباب السياسية لهذا الزواج كانت عليها خلاف لفترة من الزمن، بحيث أراد فيليب في كسب علاقات مع الدنمارك، لأن الدول المجاورة كانت في خلاف على خلافة في الإمبراطورية الرومانية المقدسة، ربما كان يريد المزيد من الحلفاء في مواجهة سلالة الأنجوية المنافسة، بحيث بلغ المهر حوالي 10,000 علامة فضية.
تزوج فيليب في يونيو 1196 من أغنيس الميرانية وفي عام 1198 أعلن البابا الجديد إينوسنت الثالث بطلان هذا الزواج، لأن زواجها السابق ما زال صحيحاً، أُمر فيليب بترك أغنيس واتخاذ إنغبورغ مرة أخرى، رد على ذلك حبس فيليب إنغبورغ في برج في إتامب وبهكذا أصبحت إنغبورغ سجينة، كان الطعام غير منتظم وأحيانا غير كافي، ولم يسمح أحداً على زيارتها إلا في مناسبة واحدة وسمح لرجلين دنماركيين بزيارتها، فيليب وفي الوقت نفسه واصل في العيش مع أغنيس التي استطعت انجاب له أثنين من الأبناء، بسبب هذه الأفعال تم حرمان فيليب في 1200، وبعد وقت قصير انكر فيليب زواجه من أغنيس، وتوفيت أغنيس في العام التالي.
في 1201 طلب فيليب من البابا أن يعلن شرعية أولاده من الزواج الثاني وبفعل امتثل البابا لذلك، ومع ذلك في وقت لاحق من هذا العام واصل فيليب في طلب إلغاء هذا الزواج وهذه المرة على أساس السحر مدعياً أن إنغبورغ حاولت أن تسحره في ليلة الزفاف، ومع ذلك فشلت هذه المحاولة أيضا.
وأخيرا في 1213 تصالح فيليب مع إنغبورغ وليس إيثار منه، لأنه أراد الضغط في مزاعمه في عرش مملكة إنجلترا من خلال إقامة علاقات مع التاج الدنماركي، وبعد وفاته في 1223 اعترف ابنه لويس الثامن وحفيده لويس التاسع بأنها ملكة شرعية وعاشت ما تبقى من حياته في دير سان جان دي لي التي أسسته والقريب من كوربيل في إيسون، عاشت لأربعة عشر سنة من وفاة زوجها حتى توفيت في 1237 أو 1238 ودفنت في كنيسة فرسان القديس جان في كوربيل.